# 戸田正直
戸田 正直（とだ まさなお、1924年1月27日 - 2006年9月5日）は、日本の心理学者。北海道大学名誉教授。専攻は、認知心理学。岐阜県生まれ。
社会的相互作用の認知モデルにおいて、アージ理論と名づけられた感情メカニズムモデルを提案した。

## 略歴
- 1946年9月 東京帝国大学理学部物理学科卒業
- 1952年3月 北海道大学文学部講師
- 1958年8月 北海道大学文学部助教授
- 1961年10月 文学博士（東京大学）
- 1966年5月 北海道大学文学部教授
- 1977年4月 北海道大学行動科学科教授
- 1983年 日本認知科学会設立。初代会長
- 1987年3月 停年退官（北海道大学名誉教授）
- 1987年4月 中京大学文学部教授。
- 1990年4月 中京大学情報科学部教授
- 1991年8月 オランダ王立学士院会員に選任
- 2001年秋 勲三等旭日中綬章受章
- 1999年3月 中京大学退職の後、学校法人梅村学園学術顧問
- 2006年9月5日 午前11時56分、多臓器不全のため名古屋市昭和区の名古屋第二赤十字病院で死去。享年82。

## 主な著書
- 人間にとってのコンピューター - IBM天城シンポジウム（1985年）
- 認知科学入門 - 「知」の構造へのアプローチ（1986年）
- 人間にとってのコンピューター(2) - その人間性を探る（共著:開原成允・長尾真、1986年）
- 心をもった機械 - ソフトウェアとしての「感情」システム（1987年）
- 感情 - 人を動かしている適応プログラム（認知科学選書24、共著:高田洋一郎、1992年）

## 論文
- 「行動基礎論の数理的研究」 『心理学研究』 第21巻 2号 1951年
- 「ゲーム・メソッドによる直観確率の測定について」 『心理学研究』 第22巻 1号 1951年
- 「サイバネティクス」 『心理学講座 4. 知覚心理』 中山書店 1954年
- 高田洋一郎と共著 「心理学における情報理論適用の現況」 『心理学研究』 第30巻 1号 1959年
- 「概念力学についての試論 (1)(2)」 『計量国語学』 第29号 1964・第32号 1965年
- 寺岡隆と共著 「数学的心理学概観」 『心理学研究』 第36巻 2号 1965年
- 「数理模型の使用」「動的行為選択」 高木貞二編 『現代心理学と数量化』 東京大学出版会 1972年
- "Covariation analysis", Behaviometrika, Vol. 1, No. 1, 1974年
- "Time and the structure of human cognition", In The Study of Time (II), Springer-Verlay, New York 1975年
- "The decision process: A perspective", International Journal of General Systems, Vol. 3, 1976年
- 「不安：感情のアージ理論にもとづく一解釈」 『心理学評論』 第23巻 3号 1980年
- 「記憶とは何か」 『数理科学』 第201号 1980年
- 「情緒と行為決定」 浜治世編 『現代基礎心理学 8. 動機・情緒・人格』 東京大学出版会 1981年
- 「適応システム機能としてみたオペランド学習」 『心理学評論』 第24巻 3号 1981年
- 「主観確率の測定法について」 『行動計量学』 第9巻 1号 1981年
- "Future time perspective and human cognition: an evolutional view", International Journal of Psychology, Vol. 18, 1983年
- "Computer modelling of a cognitive-emotional system", In G. d' Ydewall (Ed.) Cognition, Information Processing, and Motivation, North-Holland, Amsterdam, 1985年
- 「感情のことは知らないままで」 『中央公論』 1986年 8月号
- 「ロボットと感情」 『ロボット学会誌』 4 1986年
- 「科学は人間をどのように見るか-認知科学の場合」 宇野弘文ほか編 『転換期における人間 6. 科学とは』 岩波書店 1990年
- "Emotion and social interation: a theoretical overview", In G. Hatano, N. Okada & T. Tanabe (Eds.), Affective Minds, Elsvier, Amsterdam 2000年
- "The history of human society as moulded by emotion: past, present and future", Social Science Information, Vol. 40, 2001年